# Chronicon Britannicum

Chronicon Britannicum est un titre qui a été donné principalement à deux chronologies latines différentes de la Bretagne médiévale (Chronicon Britannicum et Chronicon Britannicum alterum dans Les sources de l'histoire de France d'Auguste Molinier) :
- D'une part, une liste de cent vingt-cinq événements datés situés entre l'an 211 (mort de Septime Sévère à York) et le 3 octobre 1356 (siège de Rennes par Henry de Grosmont, dont la levée le 3 juillet 1357 est mentionnée). Cette chronologie a été publiée par dom Lobineau (Histoire de Bretagne, t. II, col. 30-36) et par dom Morice (Mémoires pour servir de preuves, etc., t. I, col. 1-8), d'après un manuscrit de la bibliothèque capitulaire de Nantes (« ex collectione vetere Ms. Ecclesiæ Namnetensis »)[1]. Tout le début jusqu'au début du XIIe siècle paraît avoir été emprunté à des tables servant à calculer la date de Pâques ; à partir de 1112 (mention d'un violent séisme et d'un incendie du monastère du Mont-Saint-Michel), il semble qu'il s'agisse du relevé d'événements contemporains. Selon Lobineau, la suite (après 1356) est empruntée à la Chronique de Saint-Brieuc (Chronicon Briocense).

- Ce qu'Auguste Molinier appelle Chronicon Britannicum alterum, c'est ce à quoi Pierre Le Baud, dans son Histoire de Bretagne, se réfère sous le nom de Chroniques annaulx. C'est une chronologie qui va de 593 (meurtre du duc franc Beppolène par Waroch[2]) à 1463 (l'essentiel en latin, les deux derniers articles, pour l'an 1463, en moyen français), et dont tous les éléments figurent dans le manuscrit d'Arthur de La Borderie Vetus collectio Ms. de rebus Britanniæ (qui serait un carnet de notes prises par ou pour Pierre Le Baud). La compilation doit être de Le Baud lui-même, quelques morceaux se trouvant dans la Chronique de Saint-Brieuc, d'autres (XIIe – XIIIe siècle) dans le Majus chronicon Turonense ; des notes paraissent contemporaines à partir du XIe siècle. Cette chronologie se trouve chez dom Lobineau (Histoire de Bretagne, t. II, col. 351-367) et chez dom Morice (Mémoires pour servir de preuves, etc., t. I, col. 101-117).

Auguste Molinier appelle aussi Chronicon Britannicum (n° 1259) une chronologie vraiment très succincte, comprenant vingt-huit événements datés allant de 421 (date très douteuse de la naissance de saint Gildas et du règne du roi Arthur) à 1056 (capture par le duc Conan II de son oncle Éon). Cette chronologie a été publiée par Philippe Labbe (Nova Bibliotheca manuscriptorum, t. I, col. 349-350) et par l'abbé Migne (Patrologia Latina, vol. CCII, col. 1323-1326). C'est un document venant du monastère du Mont-Saint-Michel, et dans la PL le titre donné est Aliud chronicon ejusdem montis (quod jure Armoricum aut Andegavense dixeris).   